# Emilia Varini
Emilia Varini (Pallanza, 1867 – Milano, 29 luglio 1949) è stata un'attrice e insegnante italiana.

## Biografia
Milanese di adozione, su suggerimento di Eleonora Duse e Sarah Bernhardt studiò recitazione con Giuseppe Giacosa e Luigi Monti presso l'Accademia dei Filodrammatici di Milano e si fece notare nel saggio di fine corso 1892 (secondo Giovanni Pozza, critico teatrale del Corriere della Sera: «La signorina Varini mi sembra destinata a guadagnarsi un primo posto nell'arte drammatica italiana». Venne scritturata come prima attrice giovane nella stagione 1894 per la nuova compagnia Zacconi-Pilotto e debuttò a Verona in Resa a discrezione di Giuseppe Giacosa. 
Prima attrice giovane con Andrea Maggi nella tournée in Sud America (1895), poi con la Emanuel-Rossi (1896), di nuovo con Ermete Zacconi (1897-99). A fine 1899 venne contattata da Luigi Raspantini per sostituire Irma Gramatica, malata, ma ci fu l'opposizione di Edvige Reinach. Nel 1900 capocomica con Andrea Beltramo, poi con la Duse per la parte di Malatestino nella Francesca da Rimini (1901-1902). Con la Berti-Masi ancora nella Francesca da Rimini ma nella parte di Francesca (1903), Prima attrice assoluta dal 1904 al 1906 nella compagnia di repertorio dannunziano di Ettore Berti, con la Geri-Tempesti (1907). Dal 1908 al 1911 nella Stabile romana del Teatro Argentina, con Ettore Berti che sposò nel 1911. Con la Di Lorenzo-Falconi diretta da Marco Praga (1914), per il "teatro sintetico" futurista nella Berti-Masi (1915-16)
, con Virgilio Talli (1918), con Ugo Bitetti (1919), con la Berti-Bolognesi (1920), con Lucio D'Ambra diretta da Mario Fumagalli (1923), con la Compagnia del Teatro del Popolo di Milano (1924), con la Compagnia Dannunziana diretta da Giovacchino Forzano (1927), con la Compagnia De Riso-Benassi (1928), con i Carri di Tespi (1929, 1930, 1936). L'ultima interpretazione di rilievo fu nel 1942 in Così è (se vi pare) nella parte della signora Frola.
Nel 1929 Ettore Berti venne chiamato a dirigere l'Accademia dei Filodrammatici di Milano e alla Varini, nel successivo 1930, venne assegnato il compito come maestra di dizione nella stessa Accademia. Dal 1940 anche maestra di recitazione dopo il ritiro di Berti. Suoi allievi furono, tra gli altri: Isa Miranda, Kiki Palmer, Guido Lazzarini, Anna Maria Bottini, Luciano Sanipoli, Franco Volpi, Tino Carraro, Giorgio Strehler, Franco Parenti, Enrica Corti.
Secondo Celso Salvini: «Il nome di Emilia Varini va strettamente legato alla storia del teatro di Gabriele D'Annunzio: perché, se questa attrice, che vorremmo chiamare intermittente, dette del repertorio normale troppo rare e diseguali prove della sua valentia, alcune sue geniali interpretazioni dannunziane, e la bella fede che la sostenne nel creare una Compagnia che quasi esclusivamente si dedicasse a divulgare le opere del grande Poeta, la pongono assai in alto dinanzi alla nostra riconoscenza.»

## Teatro
- Resa a discrezione di Giuseppe Giacosa, Teatro Nuovo di Verona, febbraio 1894
- L'ombra, di Giuseppe Giacosa, Teatro Nuovo di Verona, 14 marzo 1894
- Anime solitarie, di Gerhart Hauptmann, Teatro Alfieri di Torino, 30 novembre 1894
- La realtà, di Gerolamo Rovetta, Teatro Manzoni di Milano, 15 febbraio 1895
- Re Lear, di William Shakespeare, Teatro Alfieri di Torino, 21 marzo 1896
- La contessina Giulia, di August Strindberg, Arena del Sole di Bologna, 8 luglio 1897
- Teja, di Hermann Sudermann, Teatro Manzoni di Milano, 10 gennaio 1898
- Don Pietro Caruso, di Roberto Bracco, Teatro Manzoni di Milano, 17 gennaio 1898
- Amore e cabala, di Friedrich Schiller, Teatro Manzoni di Milano, 30 gennaio 1898
- Bartel Turaser, di Philipp Langmann, Teatro Manzoni di Milano, 4 febbraio 1898
- Gian Gabriele Borkman, di Henrik Ibsen, Teatro Fenice di Trieste, 27 maggio 1898
- Né per il re, né per la donna, di Luigi Suñer, Firenze, 27 settembre 1898
- Francesca da Rimini, di Gabriele D'Annunzio, Teatro Costanzi di Roma, 9 dicembre 1901
- Francesca da Rimini, di Gabriele D'Annunzio, regia di Alessandro Marchetti, Teatro Carignano di Torino, 7 marzo 1903
- Resurrezione, di Dane Signorini, da Lev Tolstoj, Teatro Carignano di Torino, 14 marzo 1903
- La Gioconda, di Gabriele D'Annunzio, regia di Alessandro Marchetti, Teatro Carignano di Torino, 20 marzo 1903 (1899)
- Peleo e Melisanda, di Maurice Maeterlinck, Teatro Carignano di Torino, 6 aprile 1903
- Madame Sans-Gêne, di Victorien Sardou, Milano, Teatro d'Estate, 16 agosto 1903
- Arlecchino Re, di Rudolph Lothar, Milano, Teatro d'Estate, 26 agosto 1903
- Piccoli borghesi, di Maksim Gor'kij, Pisa, 14 giugno 1904
- Rosa Bernd, di Gerhart Hauptmann, Politeama di Napoli, 4 luglio 1904
- La nave, di Gabriele D'Annunzio, Teatro La Fenice di Venezia, 26 aprile 1908
- Elettra, di Hugo von Hofmannsthal, Teatro Argentina di Roma, 21 dicembre 1908
- Effetti di luce, di Lucio D'Ambra, Teatro Argentina di Roma, 25 gennaio 1909
- Maternità, di Roberto Bracco, Teatro Argentina di Roma, 7 aprile 1909
- Mese Mariano, di Salvatore Di Giacomo, Teatro Argentina di Roma, 23 aprile 1909
- Il fuoco della morte, di Luigi Antonelli, Teatro Argentina di Roma, 23 aprile 1909
- Quando i cavalieri erano prodi..., di Charles Marlowe, Teatro Argentina di Roma, 28 dicembre 1909
- Giovine Italia, di Domenico Tumiati, Teatro Dal Verme di Milano, 13 giugno 1910
- Notte d'agguati, di Valentino Soldani, Teatro Dal Verme di Milano, 22 giugno 1910
- La Gioconda, di Gabriele D'Annunzio, Pineta di Pescara, 17 agosto 1913
- La fiaccola sotto il moggio, di Gabriele D'Annunzio, Pineta di Pescara, 18 agosto 1913
- La città morta, di Gabriele D'Annunzio, Pineta di Pescara, 19 agosto 1913
- Il ferro, di Gabriele D'Annunzio, regia di Marco Praga, Teatro Manzoni di Milano, 28 gennaio 1914
- Il ferro, di Gabriele D'Annunzio, regia di Ettore Berti, Teatro Morlacchi di Perugia, 2 marzo 1914
- Le baccanti, di Euripide, Arena di Verona, 28 giugno 1914
- Il ferro, di Gabriele D'Annunzio, regia di Virgilio Talli, Teatro Lirico di Milano, 12 settembre 1914
- Aigrette, di Dario Niccodemi, Teatro Olimpia di Milano, 3 agosto 1919
- Le Coefore, di Eschilo, Teatro Greco di Siracusa, 16 aprile 1921
- Esmeralda, di Giacinto Gallina, Teatro Eliseo di Roma, 11 marzo 1923
- L'altro figlio, di Luigi Pirandello, Politeama Milanese, 16 ottobre 1924
- Sem, Cam e Jafet, di F. Jero, Teatro Fossati di Milano, 6 novembre 1924
- Stabat Mater, di Camillo Antona Traversi, Teatro Fossati di Milano, 15 aprile 1925
- Anime prigioniere, di Gino Berri, Politeama Milanese, 12 novembre 1925
- La Madonna, di Dario Niccodemi, Teatro Manzoni di Milano, 21 gennaio 1927
- La figlia di Iorio, di Gabriele D'Annunzio, regia di Giovacchino Forzano, Il Vittoriale di Gardone Riviera, 11 settembre 1927
- La fiaccola sotto il moggio, di Gabriele D'Annunzio, regia di Giovacchino Forzano, Teatro Manzoni di Milano, 15 dicembre 1927
- Olympia, di Ferenc Molnár, regia di Ettore Berti, Teatro Manzoni di Milano, 7 marzo 1929
- Oreste, di Vittorio Alfieri, regia di Giovacchino Forzano, Roma, Terrazza del Pincio, 5 luglio 1929
- Ginevra degli Almieri, di Giovacchino Forzano, regia di Giovacchino Forzano, Teatro Dal Verme di Milano, 31 maggio 1930
- Il dramma incomincia qui, di Giuliano Camagni, Teatro Arcimboldi di Milano, 19 dicembre 1931
- Il mondo della noia, di Édouard Pailleron, Teatro Arcimboldi di Milano, 19 marzo 1932
- Felicita Colombo, di Giuseppe Adami, regia di Mario Gallina, Velletri, 1º luglio 1936
- Così è (se vi pare), di Luigi Pirandello, regia di Romano Calò, Teatro Nuovo di Milano, 14 luglio 1942

## Cinema
- Campo di maggio, regia di Giovacchino Forzano (1935)

## Radio
- Campo di maggio, di Giovacchino Forzano, trasmessa il 15 novembre 1935